# 北宋荆湖北路帅臣列表
北宋荆湖北路帅臣，指荆湖北路安抚司的长官，或称安抚使，或称经略安抚使。

## 历任经略安抚使

### 宋太祖朝
- 王仁赡（963年—964年）
- 吕余庆（964年）
- 卢怀忠（964年—966年）

### 宋太宗朝
- 扈蒙（976年）
- 郭贽（983年—986年）
- 许仲宣（987年）
- 阎文逊（988年—989年）
- 薛继昭（990年—991年）
- 臧丙（991年）
- 陈恕（991年—993年）
- 雷有终（993年—994年）
- 张齐贤（994年）
- 李逊（994年）
- 温仲舒（995年—996年）
- 刘昌言（996年—997年）

### 宋真宗朝
- 刘昌言（997年—999年）
- 宋太初（999年—1000年）
- 张秉（1000年—1001年）
- 董俨（1001年—1003年）
- 秦羲（1004年）
- 许逖（1008年—1009年）
- 谢泌（1009年—1010年）
- 陈尧咨（1011年—1012年）
- 朱巽（1012年—1013年）
- 马亮（1013年—1015年）
- 孙冕（1015年—1017年）
- 乐黄目（1018年—1020年）
- 李谘（1020年—1021年）
- 马亮（1021年—1022年）

### 宋仁宗朝
- 陈从易（1023年—1025年）
- 李若谷（1025年—1027年）
- 梅询（1028年—1030年）
- 王旭（1030年—1031年）
- 赵贺（1032年）
- 任布（1032年）
- 俞献卿（1032年）
- 范雍（1033年）
- 王子融（1034年）
- 程琳（1034年）
- 俞献卿（1035年—1036年）
- 李应言
- 王质（1041年—1043年）
- 王子融（1043年）
- 张旨（1044年—1047年）
- 齐廓（1048年—1051年）
- 仲简（1052年）
- 李柬之（1052年—1053年）
- 王逵（1054年—1055年）
- 魏瓘（1056年—1059年）
- 李参（1060年—1062年）
- 郑獬（1063年）

### 宋英宗朝
- 郑獬（1063年—1064年）
- 吕居简（1064年—1067年）
- 李士先（1067年）

### 宋神宗朝
- 元绛（1069年—1070年）
- 孙桷（1072年）
- 潘夙（1073年—1074年）
- 张靖（1075年—1076年）
- 章惇（1076年—1077年）
- 张颉（1077年）
- 吴中复（1077年—1078年）
- 邓绾（1078年—1079年）
- 王临（1080年—1081年）
- 孙颀（1081年）
- 谢麟（1081年）
- 孙颀（1082年—1084年）

### 宋哲宗朝
- 叶均（1086年）
- 鲁秉（1087年—1088年）
- 刘忱（1088年）
- 唐义问（1088年—1090年）
- 路昌衡（1090年）
- 张颉（1090年）
- 唐义问（1091年—1093年）
- 李湜（1093年）
- 吕嘉问（1095年）
- 吕仲甫（1098年）
- 蒋之翰（1099年）

### 宋徽宗朝
- 邢恕（1100年）
- 董敦逸（1100年）
- 杨畏（1100年）
- 马瑊（1101年—1102年）
- 舒亶（1102年—1103年）
- 董必（1103年）
- 陈举
- 席震
- 席贡
- 王觉
- 钱和（1107年）
- 周绅
- 程邻（1112年—1113年）
- 刘亚（1115年）
- 张庄（1117年）
- 毛衍
- 刘韐（1124年）

### 宋钦宗朝
- 李偃（1126年）
- 詹度（1126年—1127年）